# Вест-Садсбері Тауншип (округ Честер, Пенсільванія)
Вест-Садсбері Тауншип (англ. West Sadsbury Township) — селище (англ. township) в США, в окрузі Честер штату Пенсільванія. Населення — 2436 осіб (2020).

## Демографія
Згідно з переписом 2010 року, у селищі мешкали 2444 особи в 779 домогосподарствах у складі 646 родин. Було 815 помешкань
Расовий склад населення:
| - 91,9 % — білих - 5,0 % — чорних або афроамериканців - 0,4 % — азіатів - 0,1 % — корінних американців - 1,3 % — осіб інших рас |

До двох чи більше рас належало 1,2 %. Частка іспаномовних становила 2,4 % від усіх жителів.
За віковим діапазоном населення розподілялося таким чином: 28,9 % — особи молодші 18 років, 60,6 % — особи у віці 18—64 років, 10,5 % — особи у віці 65 років та старші. Медіана віку мешканця становила 36,8 року. На 100 осіб жіночої статі у селищі припадало 96,9 чоловіків;  на 100 жінок у віці від 18 років та старших — 95,4 чоловіків також старших 18 років.
Середній дохід на одне домашнє господарство  становив 84 075 доларів США (медіана — 68 750), а середній дохід на одну сім'ю — 91 141 долар (медіана — 77 361). Медіана доходів становила 47 500 доларів для чоловіків та 41 576 доларів для жінок. За межею бідності перебувало 4,7 % осіб, у тому числі 2,5 % дітей у віці до 18 років та 2,4 % осіб у віці 65 років та старших.
Цивільне працевлаштоване населення становило 1225 осіб. Основні галузі зайнятості: виробництво — 18,2 %, будівництво — 17,4 %, роздрібна торгівля — 15,2 %, освіта, охорона здоров'я та соціальна допомога — 13,9 %.